# Nováčekit
Nováčekit ist eine Sammelbezeichnung für die eigenständigen Minerale Nováčekit, Hydronováčekit und Metanováčekit. Sie gehören zur Mineralklasse der „Phosphate, Arsenate und Vanadate“ und sind ihrer chemischen Zusammensetzung nach wasserhaltige Magnesium-Uranyl-Arsenate in verschiedenen Kristallsystemen mit folgender Idealformel kristallisieren
- Hydronováčekit (ehemals Nováčekit-I): Mg(UO2)2(AsO4)2·12H2O[1] kristallisiert im triklinen,
- Nováčekit (ehemals Nováčekit-II): Mg(UO2)2(AsO4)2·10H2O[1] kristallisiert im monoklinen und
- Metanováčekit: Mg(UO2)2(AsO4)2·8H2O[1] kristallisiert im tetragonalen Kristallsystem.

Die Kristalle sind meist flach tafelig bis blättrig mit rechteckigem oder quadratischem Habitus. Ihre Form wird von der Basisfläche {001} dominiert. Verbreitet sind lamellare und subparallele Aggregate plattiger Kristalle. Nováčekit ist strohgelb bis zitronengelb durchsichtig mit Wachsglanz. Die Strichfarbe ist gelbweiß. Die Dichte beträgt 3,25 – 3,7 g/cm3 und die Mohshärte liegt zwischen 2 und 3.

## Etymologie und Geschichte
Entdeckt wurde Nováčekit 1951 von Clifford Frondel bei der Untersuchung sekundärer Uranminerale aus der Grube „Weißer Hirsch“ bei Schneeberg in Sachsen, die zuvor für Uranospinit gehalten worden waren. Er benannte das neue Mineral nach dem tschechischen Mineralogen Radim Nováček in Anerkennung von dessen Beiträgen zur Mineralogie des Urans.

## Klassifikation
Bereits in der veralteten 8. Auflage der Mineralsystematik nach Strunz gehörte Nováčekit zur Klasse der „Phosphate, Arsenate, Vanadate“ und dort zur Abteilung „Wasserhaltige Phosphate, Arsenate und Vanadate mit fremden Anionen“, wo er zusammen mit Autunit, Bassetit, Fritzscheit, Heinrichit, Kahlerit, Kirchheimerit, Natrouranospinit (Natrium-Uranospinit), Sabugalit, Saléeit, Torbernit (Uranit), Uramphit, Uranocircit, Uranospathit, Uranospinit und Zeunerit die „Uranit-Reihe“ mit der System-Nr. VII/D.20a bildete.
Im zuletzt 2018 überarbeiteten und aktualisierten Lapis-Mineralienverzeichnis nach Stefan Weiß, das sich aus Rücksicht auf private Sammler und institutionelle Sammlungen noch nach dieser alten Form der Systematik von Karl Hugo Strunz richtet, erhielt das Mineral die System- und Mineral-Nr. VII/E.01-40. In der „Lapis-Systematik“ entspricht dies der Abteilung „Uranyl-Phosphate/Arsenate und Uranyl-Vanadate mit [UO2]2+-[PO4]/AsO4]3− und [UO2]2+-[V2O8]6−“, wo Nováčekit(-I,-II) zusammen mit Autunit, Fritzscheit, Heinrichit, Kahlerit, Natrium-Autunit, Rauchit, Sabugalit, Saléeit, Torbernit, Trögerit, Uranocircit, Uranospinit und Zeunerit die „Autunit-Gruppe“ (VII/E.01) bildet.
Die seit 2001 gültige und von der International Mineralogical Association (IMA) bis 2009 aktualisierte 9. Auflage der Strunz’schen Mineralsystematik ordnet den Nováčekit ebenfalls in die Abteilung der „Uranylphosphate und Arsenate“ ein. Diese ist allerdings weiter unterteilt nach dem Verhältnis von Uranoxidkomplex (UO2) zum Phosphat-, Arsenat- bzw. Vanadatkomplex (RO4), so dass das Mineral entsprechend seiner Zusammensetzung in der Unterabteilung „UO2 : RO4 = 1 : 1“ zu finden ist, wo es zusammen mit Autunit, Heinrichit, Kahlerit, Kirchheimerit, Saléeit, Torbernit, Uranocircit-I, Uranocircit-II, Uranospinit, Xiangjiangit, Zeunerit die „Autunit-Gruppe“ mit der System-Nr. 8.EB.05 bildet.
Auch die vorwiegend im englischen Sprachraum gebräuchliche Systematik der Minerale nach Dana ordnet den Nováčekit in die Abteilung der „Wasserhaltigen Phosphate etc.“ ein. Hier ist er zusammen mit Metanováčekit in der unbenannten Gruppe 40.02a.10 innerhalb der Unterabteilung der „Wasserhaltigen Phosphate etc., mit A2+(B2+)2(XO4) × x(H2O), mit (UO2)2+“ zu finden.

## Kristallstruktur
| Kristallographische Daten    | Hydronováčekit (Nováčekit-I)                                                | Nováčekit (Nováčekit-II)                           | Metanováčekit         |
| ---------------------------- | --------------------------------------------------------------------------- | -------------------------------------------------- | --------------------- |
| Elementarzelle               | Elementarzelle Hydronováčekit                                               | Elementarzelle Nováčekit                           |                       |
| Kristallsystem               | triklin                                                                     | monoklin                                           | tetragonal            |
| Raumgruppe                   | P1 (Nr. 2)                                                                  | P21/c (Nr. 14)                                     | P4/n (Nr. 85)         |
| Gitterparameter              | a = 7,1594 Å b = 7,1610 Å c = 11.3146 Å α = 81,391° β = 81,177° γ = 88,884° | a = 7,1328 Å b = 20,085 Å c = 7,1569 Å β = 90,585° | a = 7,16 Å c = 8,58 Å |
| Zahl (Z) der Formeleinheiten | Z = 1                                                                       | Z = 2                                              | Z = 1                 |

Die Kristallstruktur von Nováčekit zeichnet sich durch Uranyl-Phosphat-Schichten aus, die parallel zur (001)-Ebene liegen. Arsen5+ ist tetraedrisch von 4 Sauerstoffatomen umgeben, das U6+ oktaedrisch von 6 Sauerstoffatomen. Die AsO4-Tetraeder sind über alle 4 Ecken mit UO6-Oktaedern verknüpft, die UO6-Oktaeder über 4 Ecken mit PO4-Tetraedern.
Zwischen den Uranyl-Arsenat-Schichten befinden sich die Wassermoleküle und die Mg-Ionen. Jedes Mg2+ ist von 6 Wassermolekülen oktaedrisch koordiniert. Die übrigen vier bis sechs Wassermoleküle sind an kein Kation direkt gebunden. Sie tragen aber mit einem komplexen System von Wasserstoffbrückenbindungen zu einer ausgeglichenen Verteilung der Ladungen und somit zur Stabilisierung der Struktur bei.
Nováčekit zeigt eine tetragonale Pseudosymmetrie, die sich aus der Struktur der Uranyarsenatschicht ergibt. Die Verteilung der zweiwertigen Kationen und Wassermoleküle zwischen diesen Schichten erniedrigen die Symmetrie. Nováčekit II mit 10 H2O kristallisiert monoklin in der P21/c und Nováčekit I mit 12 H2O triklin in der P1.

## Eigenschaften

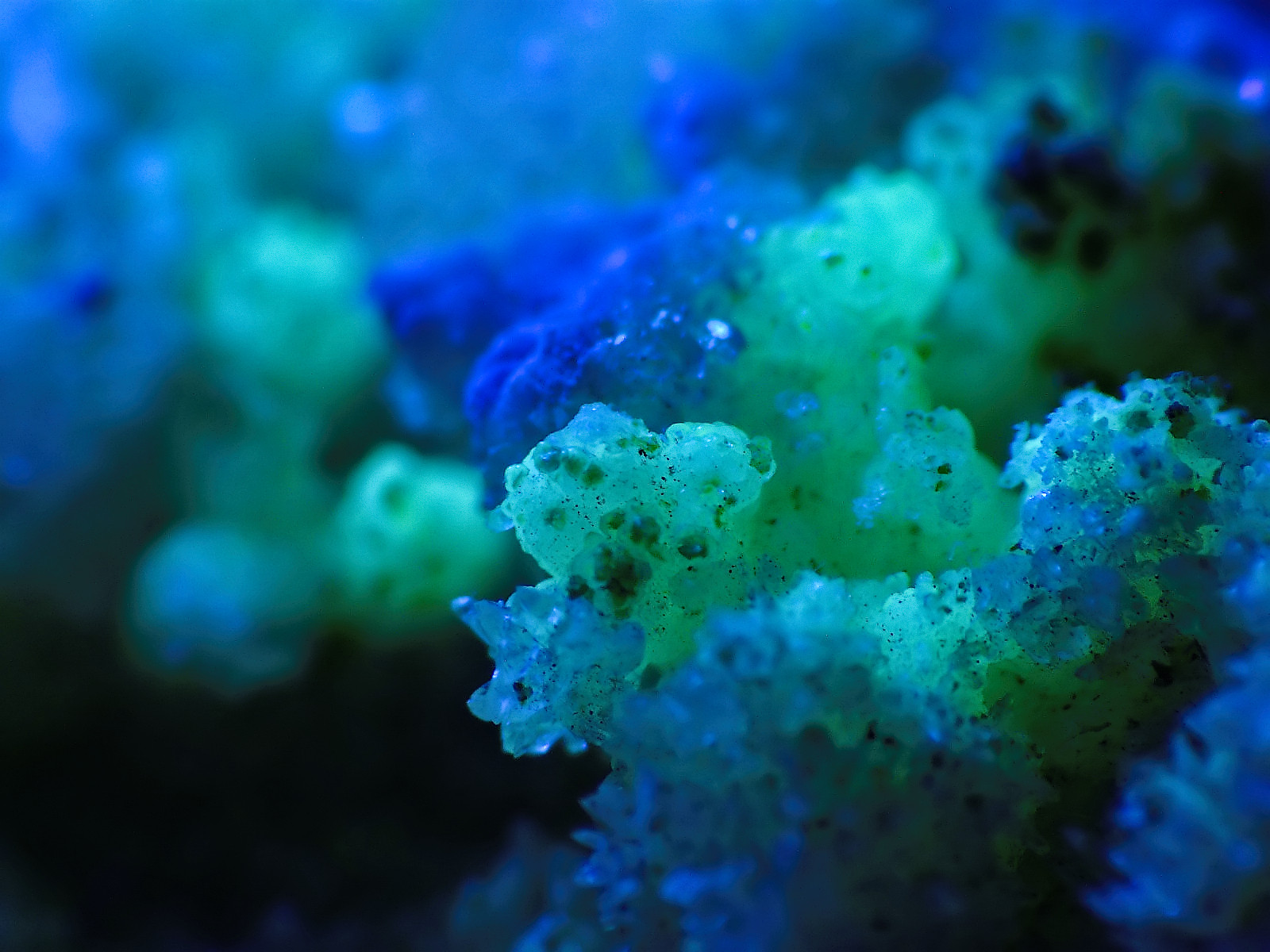
Unter UV-Licht fluoreszierender Nováčekit in Gips-Matrix, Animas Mine, Santa Eulalia, Mexiko, FOV: 6mm

Nováčekit ist aufgrund seines Urangehaltes von bis zu 45 % als sehr stark radioaktiv eingestuft und weist eine spezifische Aktivität von etwa 80,5 kBq/g auf (zum Vergleich: natürliches Kalium 31,2 Bq/g).
Unter ultraviolettem Licht zeigt Nováčekit eine matt grüne bis kräftige zitronengelbe Fluoreszenz.
Ebenso wie bei den strukturell verwandten Mineralen Saléeit, Torbernit und Zeunerit schwankt der Wassergehalt zwischen 12 H2O (Nováčekit I) und 10 H2O (Nováčekit II), das sich leicht in das wasserärmere Mineral Metanováčekit mit 8 H2O umwandelt.

## Bildung und Fundorte
Nováčekit bildet sich sekundär bei der Verwitterung von Uranmineralen in der Oxidationszone von uranhaltigen hydrothermalen und sedimentären Lagerstätten.
In der Uranlagerstätte bei Schneeberg in Sachsen ist Nováčekit vergesellschaftet mit Uranophan und Zeunerit.
Zahlreiche weitere Vorkommen sind dokumentiert. In der Lagerstätte Cherkasar in Usbekistan tritt Nováčekit zusammen mit Schoepit, Paraschoepit, Arsenuranylit, Metazeunerit und Uranospinit auf. In Wheal Owles, England findet sich Nováčekit vergesellschaftet mit Chalkopyrit, Arsenopyrit und Sphalerit.

## Vorsichtsmaßnahmen
Aufgrund der Toxizität und der starken Radioaktivität des Minerals sollten Mineralproben vom Nováčekit nur in staub- und strahlungsdichten Behältern, vor allem aber niemals in Wohn-, Schlaf- und Arbeitsräumen aufbewahrt werden. Ebenso sollte eine Aufnahme in den Körper (Inkorporation, Ingestion) auf jeden Fall verhindert und zur Sicherheit direkter Körperkontakt vermieden sowie beim Umgang mit dem Mineral Atemschutzmaske und Handschuhe getragen werden.